# Tyro (Kansas)
Pour les articles homonymes, voir Tyro.
Tyro est une ville américaine située dans le comté de Montgomery, au Kansas. Selon le recensement de 2010, sa population est de 220 habitants.